# Good Doctor
Good Doctor (굿 닥터?, Gut dakteoLR) è una serie televisiva sudcoreana trasmessa su KBS2 dal 5 agosto all'8 ottobre 2013. Il titolo di lavorazione iniziale era Green Mes (그린 메스?, Geurin meseuLR).

## Trama
Park Shi-on è un savant autistico, dotato di una memoria geniale e di fini abilità spaziali. Entrato nel campo della chirurgia pediatrica, gli vengono dati sei mesi per dimostrarsi capace. Tuttavia, a causa delle sue condizioni mentali ed emotive atipiche, Shi-on ha dei conflitti con i suoi pari e con i pazienti, che lo vedono infantile e inaffidabile. Il più critico è il chirurgo Kim Do-han, che lo identifica come un robot senz'anima che può fare affidamento solo sulla sua memoria fotografica invece di sentire ciò di cui il paziente ha bisogno. Nonostante l'aiuto di colleghi giusti e comprensivi come Cha Yoon-seo e Han Jin-wook, l'ospedale è un mondo feroce e competitivo, e le sfide affrontate da Shi-on diventano soltanto maggiori quando si innamora di Yoon-seo.

## Personaggi
- Park Shi-on, interpretato da Joo Won e Choi Ro-woon (da bambino)
- Cha Yoon-seo, interpretata da Moon Chae-won
- Kim Do-han, interpretato da Joo Sang-wook
- Yoo Chae-kyung, interpretata da Kim Min-seo

### Personale dell'Ospedale universitario Sungwon
- Choi Woo-seok, interpretato da Chun Ho-jin
Direttore dell'ospedale.
- Kang Hyun-tae, interpretato da Kwak Do-won
Vicedirettore dell'ospedale.
- Lee Yeo-won, interpretata da Na Young-hee
- Go Choong-man, interpretato da Jo Hee-bong
Primario di chirurgia pediatrica.
- Lee Hyuk-pil, interpretato da Lee Ki-yeol
Direttore della fondazione dell'ospedale.
- Kim Jae-joon, interpretato da Jung Man-sik
Primario di chirurgia epatobiliare-pancreatica.
- Presidente Jung, interpretato da Kim Chang-wan
- Han Jin-wook, interpretato da Kim Young-kwang
- Woo Il-kyu, interpretato da Yoon Park
- Hong Gil-nam, interpretato da Yoon Bong-gil
- Kim Sun-joo, interpretata da Wang Ji-won
- Jo Jung-mi, interpretata da Ko Chang-seok
Infermiera.
- Nam Joo-yeon, interpretata da Jin Kyung
Infermiera.
- Ga-kyung, interpretata da Lee Ah-rin
Infermiera.
- Hye-jin, interpretata da Ha Kyu-won
Infermiera.

### Altri personaggi
- Oh Kyung-joo, interpretata da Yoon Yoo-sun
Madre di Shi-on.
- Park Choon-sung, interpretato da Jung Ho-keun
Padre di Shi-on.
- Byung-soo, interpretato da Seo Hyun-chul
- Park Yi-on, interpretato da Jeon Jun-hyeok e Ryu Deok-hwan (da adulto, ep. 10)
Fratello maggiore di Shi-on.
- Madre di Kyu-hyun, interpretata da Ban Min-jung

## Ascolti
| Episodio | Data di trasmissione | Dati TNMS           | Dati TNMS                  | Dati AGB            | Dati AGB                   |
| Episodio | Data di trasmissione | A livello nazionale | Area metropolitana di Seul | A livello nazionale | Area metropolitana di Seul |
| -------- | -------------------- | ------------------- | -------------------------- | ------------------- | -------------------------- |
| 1        | 5 agosto 2013        | 10,5%               | 10,3%                      | 10,9%               | 11,6%                      |
| 2        | 6 agosto 2013        | 13,6%               | 14,6%                      | 14,0%               | 15,1%                      |
| 3        | 12 agosto 2013       | 13,8%               | 14,6%                      | 15,3%               | 16,2%                      |
| 4        | 13 agosto 2013       | 15,9%               | 16,9%                      | 15,8%               | 15,8%                      |
| 5        | 19 agosto 2013       | 16,5%               | 17,6%                      | 18,0%               | 18,5%                      |
| 6        | 20 agosto 2013       | 18,4%               | 20,4%                      | 19,0%               | 20,0%                      |
| 7        | 26 agosto 2013       | 17,2%               | 18,1%                      | 17,4%               | 18,2%                      |
| 8        | 27 agosto 2013       | 17,5%               | 19,0%                      | 18,4%               | 18,5%                      |
| 9        | 2 settembre 2013     | 17,0%               | 18,3%                      | 17,4%               | 17,4%                      |
| 10       | 3 settembre 2013     | 18,5%               | 20,5%                      | 18,4%               | 18,3%                      |
| 11       | 9 settembre 2013     | 18,3%               | 20,2%                      | 18,3%               | 18,7%                      |
| 12       | 10 settembre 2013    | 20,0%               | 22,2%                      | 19,4%               | 19,4%                      |
| 13       | 16 settembre 2013    | 17,5%               | 19,3%                      | 17,9%               | 18,4%                      |
| 14       | 17 settembre 2013    | 18,9%               | 20,3%                      | 18,6%               | 19,3%                      |
| 15       | 23 settembre 2013    | 18,5%               | 20,2%                      | 19,6%               | 20,3%                      |
| 16       | 24 settembre 2013    | 20,9%               | 22,7%                      | 21,5%               | 22,8%                      |
| 17       | 30 settembre 2013    | 18,0%               | 20,5%                      | 20,3%               | 21,1%                      |
| 18       | 1 ottobre 2013       | 19,0%               | 21,4%                      | 20,6%               | 21,5%                      |
| 19       | 7 ottobre 2013       | 17,6%               | 20,1%                      | 19,0%               | 20,0%                      |
| 20       | 8 ottobre 2013       | 19,5%               | 22,4%                      | 19,2%               | 19,5%                      |
| Media    | Media                | 17,4%               | 18,9%                      | 18,0%               | 18,5%                      |

## Colonna sonora
1. Miracle (미라클) – Lee Young-hyun
2. I Am In Love (사랑하고 있습니다) – 2BiC
3. I'm Crying (울고만있어) – Baek Ji-young
4. Looks Good (좋아보여) – Ha Dong-kyoon
5. How Come You Don't Know? (모르나요) – Kim Jong-kook
6. Love Medicine (소독약) – Joo Won
7. Dacapo – All the Staff
8. Can You See? (보이나요) – Eye to Eye
9. If I Were (내가 만일) – Joo Won
10. If I Were (Shi-on Ver.) (내가 만일 (시온 Ver.)) – Joo Won
11. Green Mes (그린메스)
12. Butterfly (버터플라이)
13. Savant Syndrome (서번트신드롬)
14. Shi-on's Dream (시온의 꿈)
15. Opening Theme (오프닝테마)
16. Fifth by Priority (중요도 별 다섯개)
17. Daily Life
18. To My Partner
19. From Heaven

## Riconoscimenti
| Anno | Premio                                  | Categoria                                          | Ricevente                       | Risultato       |
| ---- | --------------------------------------- | -------------------------------------------------- | ------------------------------- | --------------- |
| 2013 | Korean Culture and Entertainment Awards | Top Excellence Award, Actress (TV)                 | Moon Chae-won                   | Candidato/a     |
| 2013 | Korea Drama Awards                      | Top Excellence Award, Actor                        | Joo Won                         | Candidato/a     |
| 2013 | Korea Drama Awards                      | Top Excellence Award, Actor                        | Joo Sang-wook                   | Candidato/a     |
| 2013 | Korea Drama Awards                      | Top Excellence Award, Actress                      | Moon Chae-won                   | Candidato/a     |
| 2013 | Korea Drama Awards                      | Best Writer                                        | Park Jae-bum                    | Vincitore/trice |
| 2013 | Korea Drama Awards                      | Best Drama                                         | Good Doctor                     | Candidato/a     |
| 2013 | APAN Star Awards                        | Excellence Award, Actor                            | Joo Sang-wook                   | Candidato/a     |
| 2013 | APAN Star Awards                        | Excellence Award, Actress                          | Moon Chae-won                   | Candidato/a     |
| 2013 | APAN Star Awards                        | Top Excellence Award, Actor                        | Joo Won                         | Candidato/a     |
| 2013 | KBS Drama Awards                        | Best Couple Award                                  | Joo Won and Moon Chae-won       | Vincitore/trice |
| 2013 | KBS Drama Awards                        | Netizen Award, Actor                               | Joo Won                         | Vincitore/trice |
| 2013 | KBS Drama Awards                        | Popularity Award, Actress                          | Moon Chae-won                   | Vincitore/trice |
| 2013 | KBS Drama Awards                        | Actor of the Year                                  | Joo Won                         | Vincitore/trice |
| 2013 | KBS Drama Awards                        | Best Young Actor                                   | Jung Yun-seok                   | Candidato/a     |
| 2013 | KBS Drama Awards                        | Best Young Actress                                 | Kim Hyun-soo                    | Candidato/a     |
| 2013 | KBS Drama Awards                        | Best New Actor                                     | Kim Young-kwang                 | Candidato/a     |
| 2013 | KBS Drama Awards                        | Best Supporting Actor                              | Jo Hee-bong                     | Candidato/a     |
| 2013 | KBS Drama Awards                        | Best Supporting Actor                              | Ko Chang-seok                   | Candidato/a     |
| 2013 | KBS Drama Awards                        | Best Supporting Actress                            | Jin Kyung                       | Candidato/a     |
| 2013 | KBS Drama Awards                        | Best Supporting Actress                            | Kim Min-seo                     | Candidato/a     |
| 2013 | KBS Drama Awards                        | Excellence Award, Actor in a Mid-length Drama      | Joo Sang-wook                   | Vincitore/trice |
| 2013 | KBS Drama Awards                        | Excellence Award, Actor in a Mid-length Drama      | Joo Won                         | Candidato/a     |
| 2013 | KBS Drama Awards                        | Excellence Award, Actress in a Mid-length Drama    | Moon Chae-won                   | Vincitore/trice |
| 2013 | KBS Drama Awards                        | Top Excellence Award, Actor                        | Joo Won                         | Vincitore/trice |
| 2013 | KBS Drama Awards                        | Top Excellence Award, Actress                      | Moon Chae-won                   | Candidato/a     |
| 2014 | Korea Producers & Directors' Awards     | Best Performer                                     | Joo Won                         | Vincitore/trice |
| 2014 | Korea Producers & Directors' Awards     | Best Drama                                         | Good Doctor                     | Vincitore/trice |
| 2014 | Baeksang Arts Awards                    | Most Popular Actor (TV)                            | Joo Won                         | Candidato/a     |
| 2014 | Baeksang Arts Awards                    | Most Popular Actress (TV)                          | Moon Chae-won                   | Candidato/a     |
| 2014 | Baeksang Arts Awards                    | Best Actor (TV)                                    | Joo Won                         | Candidato/a     |
| 2014 | Baeksang Arts Awards                    | Best Director (TV)                                 | Ki Min-soo                      | Candidato/a     |
| 2014 | Baeksang Arts Awards                    | Best Drama                                         | Good Doctor                     | Vincitore/trice |
| 2014 | Banff World Media Festival              | Best Serial Drama                                  | Good Doctor                     | Vincitore/trice |
| 2014 | Korea Broadcasting Awards               | Best Drama                                         | Good Doctor                     | Vincitore/trice |
| 2014 | Seoul International Drama Awards        | People's Choice Actor                              | Joo Won                         | Candidato/a     |
| 2014 | Seoul International Drama Awards        | People's Choice Actress                            | Moon Chae-won                   | Candidato/a     |
| 2014 | Seoul International Drama Awards        | Outstanding Korean Drama OST                       | I'm Loving You - 2BiC           | Candidato/a     |
| 2014 | Seoul International Drama Awards        | Outstanding Korean Drama OST                       | I'm Just Crying - Baek Ji-young | Candidato/a     |
| 2014 | Seoul International Drama Awards        | Outstanding Korean Actor                           | Joo Won                         | Candidato/a     |
| 2014 | Seoul International Drama Awards        | Outstanding Korean Actress                         | Moon Chae-won                   | Candidato/a     |
| 2014 | Seoul International Drama Awards        | Outstanding Korean Drama                           | Good Doctor                     | Candidato/a     |
| 2014 | Seoul International Drama Awards        | Silver Bird Prize for Best Mini-series (Runner-up) | Good Doctor                     | Vincitore/trice |

Nel novembre 2013, l'Associazione coreana degli istituti per il benessere dei disabili assegnò una targa alla serie per aver creato consapevolezza sull'autismo e su come gli individui socialmente sfidati possano contribuire alla società. A dicembre, Good Doctor ricevette anche un premio dal quartier generale della Campagna di sensibilizzazione sulla disabilità e fu designato "buon programma" dalla Korea Communications Standards Commission.

## Remake
Un remake statunitense omonimo, prodotto da Daniel Dae Kim, debuttò nel settembre 2017 su ABC.
Nel 2019 è stato rilasciato un remake turco, Il Dottor Ali.